# Alfred Jorel
Alfred Jorel (* um 1860 in Paris, Frankreich; † 3. April 1927) war ein französischer Bildhauer.

## Leben
Jorel war Schüler des Bildhauers Jean Carlus. Er fertigte Statuetten aus Bronze, Elfenbein und Chryselephantin wie auch Schmuck aus Elfenbein im Jugendstil und im Stil des Art déco. Viele der Figuren Jorels zeigen Kinder in Alltagssituationen, jedoch bildete er auch religiösen Themen ab.
Er wurde 1896 Mitglied der Société des Artistes Français und stellte auf den Salons der Gesellschaft aus. Hier wurde er 1907 mit einer Bronzemedaille ausgezeichnet.
Alfred Jorel war der Vater des Malers Alfred Jorel junior, der im 20. Jahrhundert Ansichten von Paris malte und auf dem Salon der Société des Artistes Indépendants in Paris ausstellte.

## Werke (Auswahl)
- Plongeur
- Jeune homme et son chien
- Vierge à l’Enfant
- Gavroche et chien
- Le jeune violoniste
- L’accordéoniste
- Le petit Hollandais
- Femme nue tenant une guirlande de fleurs
- Garçonne
- Femme devant une roseraie